# Fieber im Blut
Fieber im Blut ist ein US-amerikanischer Spielfilm von Elia Kazan aus dem Jahr 1961. Natalie Wood und Warren Beatty spielen die Hauptrollen in diesem Oscar-prämierten Drama über das Scheitern einer Liebe im puritanischen Kansas der 1920er Jahre.

## Handlung
Der Film beginnt 1928 in einer Kleinstadt in Kansas und zeichnet das prüde und widersprüchliche bürgerliche Sittenbild im amerikanischen Mittleren Westen der damaligen Zeit auf. Wilma Dean „Deanie“ Loomis wächst wohlbehütet, aber in einfachen Verhältnissen auf. Der Teenager verliebt sich in Bud Stamper, den Sohn der reichsten Familie der Stadt. Deanies Mutter ist vor allem um die Jungfräulichkeit ihrer Tochter besorgt, während Buds Vater Ace sich eher eine Schwiegertochter aus besseren Kreisen wünscht. Er rät Bud, dass er sich für seine sexuelle Befriedigung andere Mädchen suchen solle, mit denen er keine ernsthafte Beziehung eingehen müsse. Gleichzeitig ist Bud der Hoffnungsträger seines Vaters als dessen Nachfolger in der Firma. Bud soll ein Studium in Yale beginnen und anschließend ins Geschäft des Vaters eintreten. Für Ace Stamper hat dies eine existenzielle Bedeutung, da er bereits von Buds älterer Schwester Ginny, einem Flapper-Mädchen, maßlos enttäuscht wurde. Ginny wechselt ständig ihre Partner, trinkt, raucht und hatte schon eine Abtreibung.
Trotz des steigenden Drucks von Buds Vater bleiben Deanie und Bud zunächst ein Liebespaar. Bud will Deanie, zu der er sich immer stärker sexuell hingezogen fühlt, sogar heiraten. Sein Vater sorgt jedoch dafür, dass die Heiratspläne bis zu Buds geplantem College-Abschluss verschoben werden. Die jungen Menschen zerbrechen schließlich an dem Zwiespalt der Forderungen ihrer Familien und ihren eigenen starken Gefühlen zueinander. Bud bricht zusammen und beginnt nach einem Krankenhausaufenthalt eine oberflächliche Beziehung zu Juanita, einer recht freizügigen Schulkollegin von Deanie. Hier beginnt die Schlüsselszene, die auch den Bezug zum englischen Filmtitel enthält, Splendor in the Grass, der Ode Intimations of Immortality From Recollections of Early Childhood von William Wordsworth. Als Deanie das Gedicht hört, das sehr an ihre zerbrochene Liebesbeziehung erinnert, kann sie die Situation nicht mehr ertragen, stürzt weinend aus ihrer Schulklasse, die sie fortan nicht mehr besucht, und verfällt in Depressionen. In einer Szene mit ihrer Mutter im Badezimmer, in übermäßig heißem Wasser, kommt Deanies tiefe Verzweiflung darüber zum Vorschein, dass sie Bud nicht mehr sehen kann. In ihrem Zimmer schneidet sie sich ihre langen Haare ab und nimmt sich die leichtlebige Lebensweise von Ginny zum Vorbild, um Bud zurückzugewinnen.
Um Bud zu vergessen, geht sie mit einem anderen Mann namens „Toots“ zum Tanzen, trifft dort jedoch Bud und gesteht ihm ihre Liebe und möchte sich ihm hingeben. Er ist von ihrem Verhalten überrascht und verweigert ihre Bemühungen. Für ihn ist sie die reine Liebe, kein Abenteuer. Darüber verzweifelt, dass sie Bud nun gänzlich verloren hat, will sie sich in selbstmörderischer Absicht einen Wasserfall hinuntertreiben lassen, wird aber, bevor es zum Schlimmsten kommen kann, gerettet. Sie wird in ein Sanatorium eingeliefert und hat fortan keinen Kontakt mehr zu Bud. Um das Sanatorium zu bezahlen, müssen Deanies Eltern ihre übermäßig steigenden Aktienkurse verkaufen, was diese zunächst sehr bedauern. Sie hatten das an der Börse wartende Geld schon für Deanies College und ein neues Auto eingeplant. Tatsächlich hat Deanies Familie allerdings mit dem Verkauf der Wertpapiere Glück, denn der Börsencrash steht unmittelbar bevor.
Bud geht unterdessen nach Yale, ignoriert die Briefe seines Vaters, raucht, trinkt und weigert sich, ernsthaft zu studieren. Er soll daraufhin von der Universität verwiesen werden. Ace Stamper verliert nun mit Beginn der Weltwirtschaftskrise sein gesamtes Vermögen und nimmt sich daraufhin das Leben. Buds Familie ist über Nacht verarmt. Für ihn ist damit sein Jugendtraum, Landwirt zu werden, die einzige verbleibende Möglichkeit. Bud lernt die italienische Einwanderertochter Angelina kennen. Sie heiraten und bekommen ein Kind. Gemeinsam bewirtschaften sie den ärmlichen Hof der Familie Stumper und kommen halbwegs über die Runden. Deanie kommt nach zweieinhalb Jahren im Sanatorium komplett geheilt in ihren kleinen Heimatort zurück. Obwohl ihre Mutter ursprünglich dagegen war, besucht sie Bud auf seiner Farm. Beide empfinden immer noch eine tiefe Zuneigung füreinander, doch erkennen sie sehr schnell, dass ihrer beider Leben eine unterschiedliche Richtung genommen hat. Sie gehen im Reinen auseinander. Deanie hat sich nämlich auch mit dem Arzt Johnny Masterson verlobt, der ebenso wie sie Patient im Sanatorium war.

## Hintergrund
Fieber im Blut war das Kinodebüt von Warren Beatty. Der Film bedeutete sogleich den Durchbruch für den jungen Schauspieler. Natalie Wood wandelte sich mit diesem Film vom populären Teenie-Star zur anspruchsvollen Schauspielerin. Bei der Besetzung der jugendlichen Helden des Films waren zunächst Dennis Hopper, Jane Fonda und Lee Remick im Gespräch.
In der ursprünglichen Fassung des Films gibt es eine Szene, als Natalie Wood im Streit mit der Mutter nackt aus dem Bad springt und hinter ihr herläuft. Im Flur gab es eine Nahaufnahme der nackten Beine der Schauspielerin, während sie wütend auf den Boden stampft. Die Szene wurde von den Zensoren und der Catholic Legion of Decency kritisiert und daraufhin von Kazan aus dem Film genommen. Zu sehen ist nur noch, wie Natalie Wood aus der Badewanne springt. In der Badewannenszene bekommt man Natalie Woods linkes Handgelenk zu sehen, das sie sich als Kind gebrochen hatte und das schief zusammengewachsen war, da der Armreif, den sie sonst immer trug, für diese Szene abgenommen werden musste.

## Remake
Unter der Regie von Richard C. Sarafian kam es 1981 zu einem gleichnamigen Remake als Fernsehfilm (dt. Titel: Träume zerrinnen wie Sand) mit Melissa Gilbert, Cyril O’Reilly und Michelle Pfeiffer in den Hauptrollen.

## Kritiken
„Das Drehbuch zu dem ausgezeichnet gespielten Film schrieb der Dramatiker William Inge, dessen Stärke die lebensnahe Schilderung der provinziellen Mittelklasse seines Landes war.“

## Auszeichnungen
Der Film wurde 1961 mit dem Photoplay Award ausgezeichnet. 1962 folgten drei Golden-Globe-Nominierungen. In der Kategorie „Bestes Drama“ unterlag Fieber im Blut dem Kriegsfilm Die Kanonen von Navarone. Warren Beatty musste sich in der Kategorie „Bester Hauptdarsteller“ in einem Drama Maximilian Schell und dem Gerichtsfilm Urteil von Nürnberg geschlagen geben und Natalie Wood in der weiblichen Kategorie Geraldine Page und der Literaturverfilmung Sommer und Rauch. Beatty wurde mit dem Golden Globe Award als Bester Nachwuchsdarsteller geehrt.
Natalie Wood erhielt 1962 für ihre Darstellung nach Nicholas Rays … denn sie wissen nicht, was sie tun (1955) ihre zweite Oscar-Nominierung, hatte aber gegenüber Sophia Loren in dem Filmdrama Und dennoch leben sie das Nachsehen. Drehbuchautor William Inge, im Film in zwei Szenen als Pfarrer zu sehen, erhielt den Oscar für sein Originaldrehbuch.